# Punta Sulè
La Punta Sulè és una muntanya de 3.384 m dels Alps de Lanzo i de l'Alta Moriana dins els Alps de Graies, administrativament situat a la region del Piemont (Itàlia).

## Classificació

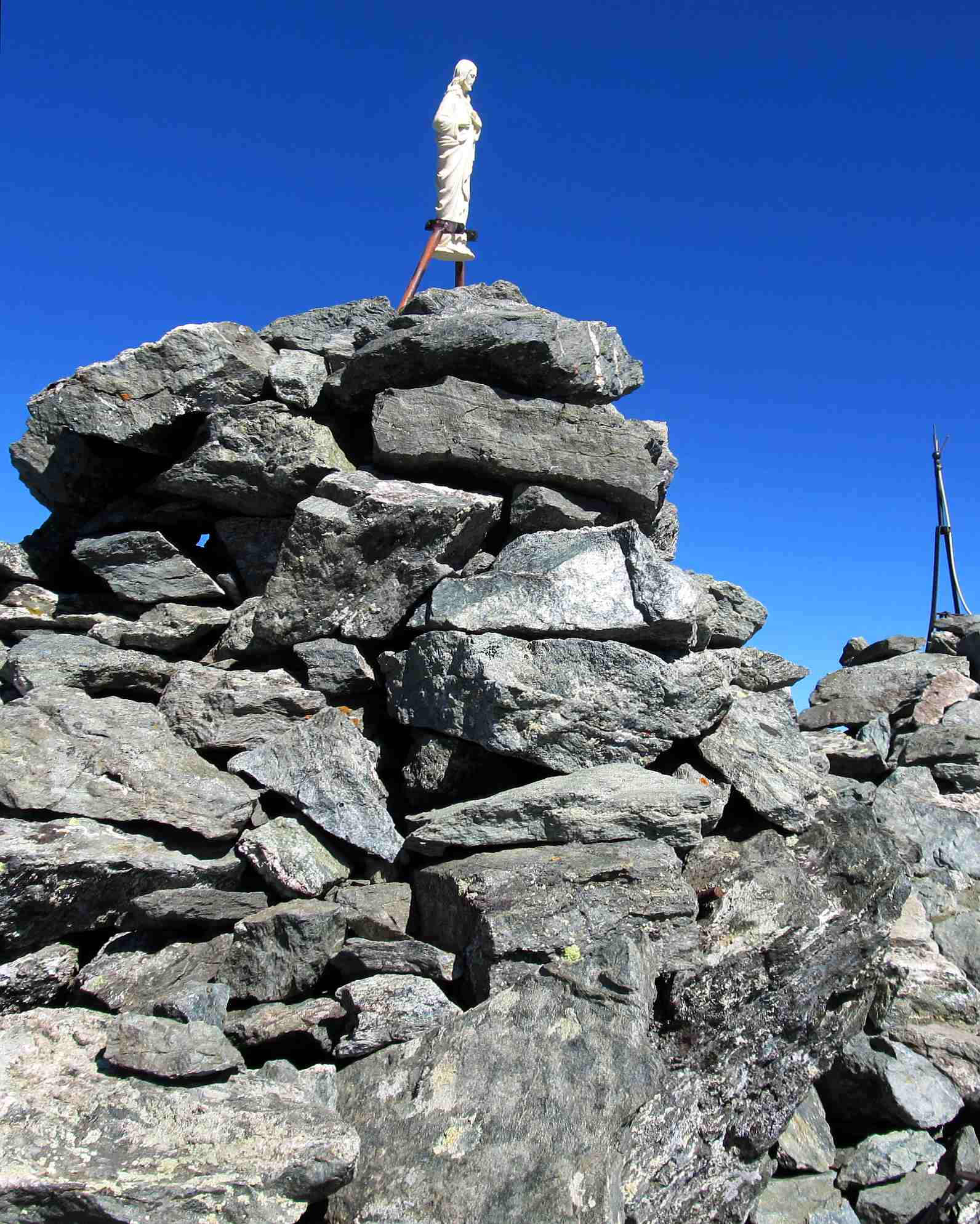
El cim

Segons la SOIUSA, la classificació de la muntanya és la següent:
- Gran part: Alps occidentals
- Gran sector: Alps del nord-oest
- Secció: Alps de Graies
- Subsecció: Alps de Lanzo i de l'Alta Moriana
- Supergrup: Catena Arnas-Ciamarella
- Grup: Grup Autaret-Ovarda
- Subgrup: cresta Autaret-Lera-Arnas
- Codi: I/B-7.I-B.4.a

## Cartografia
- Cartografia ufficiale italiana 1:25.000 e 1:100.000 - Istituto Geografico Militare (IGM) www.pcn.minambiente.it
- Carta dei sentieri e dei rifugi scala 1:50.000 n. 2 Valli di Lanzo e Moncenisio, Istituto Geografico Centrale - Torino